# (18312) 1981 EC19
A (18312) 1981 EC19 a Naprendszer kisbolygóövében található aszteroida. Schelte J. Bus fedezte fel 1981. március 2-án.